# Nippon Steel (1970 – 2012)
Ніхон Сейтецу, також Ніппон Сейтецу (яп. 日本製鐵), також Nippon Steel Corporation (міжнародна офіційна назва англійською :234), (повна назва яп. 新日本製鐵株式會社 — Сін ніхон сейтецу кабусікі-кайся — «Нова Японська металургійна корпорація») — колишня японська чорнометалургійна компанія, що існувала у 1970—2012 роках. Була заснована об'єднанням компаній «Явата стіл» і «Фуджі стіл» (найбільшої і другої за величиною компаній галузі[уточнити]). Протягом 1970-х — 1980-х років була найбільшою металургійною компанією серед країн з ринковою економікою. Об'єднувала в той час понад 500 різних компаній, організацій і науково-дослідних організацій. У 2010 році Nippon Steel була провідним виробником сталі в Японії та п'ятим за величиною у світі. У 2012 році вона об'єдналась з японською компанією «Sumitomo Metal Corporation» з утворенням «Nippon Steel & Sumitomo Metal Corporation», яка згодом, у 2019 році, змінила назву на «Japan Steel».

## Історія
У 1989 році «Ніппон стіл корпорейшн» все ще була найбільшою компанією чорної металургії Японії і світу. У 1986 році виплавила 26,3 млн т сталі (30 % в країні), оборот — 13 млрд доларів (54-а в світі і 8-а в країні), активи компанії становили 21,4 млрд, чистий прибуток — 184 млн доларів, кількість зайнятих — 70,5 тис.